# Verbena scrobiculata
Verbena scrobiculata — вид трав'янистих рослин родини Вербенові (Verbenaceae), поширений у пд. Бразилії, пн. Аргентині, Болівії.

## Опис
Трава з дерев'янистою основою 50–100 см заввишки, стебла прямостійні, 4-кутні, запушеність жорстко волосисте з залозистими волосками. Листки черешкові, черешок 15–25 мм, листові пластини 40–65 × 15–40 мм, іноді 3-секційні в напрямку до основи, від яйцюватих до трикутних, верхівка гостра, основа урізана, поля нерівномірно зубчасті, верхня поверхня з короткими жорсткими притиснутими волосками, нижня — жорстко волосиста.
Суцвіття — щільні багатоквіткові колоски, збільшені в плодоношенні. Квіткові приквітки 3.5–6 мм, майже оголені, яйцюваті з гострою верхівкою, з деякими залозистими волосками, поля війчасті. Чашечка довжиною 6.5–8 мм, з жорсткими залозистими волосками, трикутні зубчики 0.5–1 мм. Віночок фіолетовий або бузковий, 11–12 мм, зовні безволосий.

## Поширення
Поширений у пд. Бразилії, пн. Аргентині, Болівії.
Населяє узлісся та узбіччя, на висотах від 250 до 2000 метрів.